# Ivo Georgiev
Ivo Georgiev (Bulgaars: Иво Георгиев) (Sofia, 12 mei 1972 - aldaar, 13 november 2021) was een Bulgaars voetballer.
In zijn carrière speelde hij voor Volov Shumen, Debreceni VSC, Korabostroitel, Spartak Varna, FC Aarau, Levski Sofia, SV Waldhof Mannheim, Dobrudzha, Budapest Honved en Bostev Vratsa
Hij speelde zijn enige interland tegen Macedonië. Die wedstrijd werd met 3-0 gewonnen door Bulgarije.
Hij stierf op 13 november 2021 op 49-jarige leeftijd aan hartfalen.

## Interlandcarrière
| Nr | Datum       | Stadion                                         | Tegenstander | Stand | Competitie        |
| -- | ----------- | ----------------------------------------------- | ------------ | ----- | ----------------- |
| 1  | 28 Mei 1996 | Vasil Levski National Stadium, Sofia, Bulgarije | Macedonië    | 3–0   | Vriendschappelijk |